# LAN messenger
LAN Messenger — программа мгновенного обмена сообщениями, предназначенная для использования в локальной сети (LAN).
По сравнению с обычным ПО для обмена мгновенными сообщениями подобные программы обладают следующими преимуществами:
- Так как ПО работает внутри локальной сети, активное Интернет-соединение не требуется.
- Для работы таким программам не нужен сервер, так они работают по принципу Peer-to-Peer.
- Лишь пользователи, находящиеся в данной локальной сети, смогут получить доступ к обмену сообщениями.
- Передаваемые данные не покидают локальную сеть, поэтому система гарантированно будет свободна от спама из внешней сети.

Достаточно большое количество программ для передачи сообщений по локальной сети обладает возможностями отправки личных сообщений и смайликов, передачи файлов и создания чатов.

## История
На Unix существовала команда talk, которая позволяла пользователям общаться напрямую друг с другом. Первая версия была доступна в компьютерной системе DEC PDP-11 в 1970—х годах. В качестве основы использовался протокол NTALK, который также применялся и на других операционных системах, например, TalkR и WinTalk на Windows. В связи с распространением Samba стало возможным отправлять текстовые сообщения в гетерогенных сетях. В настоящее время все дистрибутивы Linux предлагают для этого пакет Samba.
Первой программой подобного класса для Windows была WinPopup, небольшая утилита, включенная в состав Windows со времен версии 3.11. WinPopup использовал протокол SMB/NetBIOS и позволял отправлять и получать короткие текстовые сообщения. В Windows NT/2000/XP улучшили данную систему благодаря Messenger service, службе Windows, совместимой с WinPopup. На тех системах, где система была запущена, полученный текст появлялся во всплывающем диалоговом окне. Любое ПО, совместимое с WinPopup, например, консольная утилита NET SEND, может отправлять такие же сообщения. По умолчанию данная функция выключена и заблокирована файрволлом, начиная с Windows XP. В настоящее время существует большое количество подобных программ, например ShixxNOTE и так далее. Кроме того, существуют и иные варианты.
Также сообщениями в локальной сети можно обмениваться с помощью протокола Bonjour, разработанного компанией Apple, данная возможность появилась в Mac OS X в 2005. Мультипротокольный IM-мессенджер Pidgin поддерживает этот протокол, начиная с версии 2.0.2.